# ضمادة لاصقة

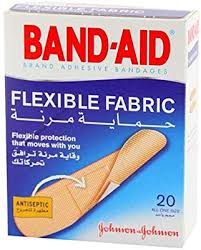
لاصقة جروح

اللاصقات الطبية (لاصقات الجروح) هي عبارة عن:- لاصقات صغيرة تستخدم لتغطية ووقاية الجروح الصغيرة الغير خطيرة ولكنها لا تكفي لتغطية الجروح الكبيرة وتعرف بعلامتها التجارية Band-Aid في أستراليا والولايات المتحدة الأمريكية، Elastoplast في المملكة المتحدة.

## الوظيفة
تعمل لاصقات الجروح على حماية الجرح من الالتهاب، الإصابة بالبكتيريا، التهتك ومن التلوث. وتساعد الضمادة اللاصقة على شفاء الجرح بصورة أسرع لأنها تضم أطراف الجرح لبعضهم مما يساعد على سرعة الشفاء ومنع دخول أي جراثيم عبر شقي الجرح وذلك يضمن سرعة شفاء الجرح.

## التصميم
تم تصميم لاصقات الجروح على شكل لاصقات صغيرة مصنعة من مادة مرنه تلتصق من بينها وتحتوي في منتصفها على جزء غير لاصق، وهذا الجزء يغطي مكان الجرح وبعد ذلك يتم لصق الطرفان الجانبيان باحكام.
وعادة لاصقات الجروح تكون كل لاصقة مغلفة بغطاء معقم ومحكم الإغلاق، يزال هذا الغطاء عند الحاجة لاستخدامها، وهي توجد بأحجام وأشكال مختلفة ويتم اختيارها حسب طبيعة الجرح.

## المواد

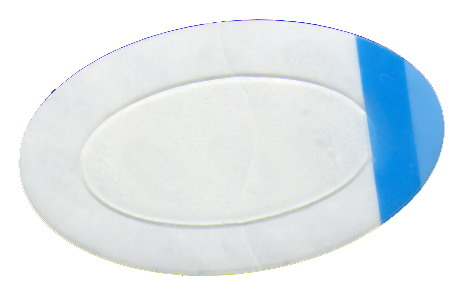
A hydro-gel dressing :-هي ضمادة لاصقة شفافة تماما مع حشوة هيدروجيل شفافة وغشاء بلاستيكي مقاوم للماء (والجزء الذي باللون الابيض والازرق هو الذي يزال)

الغطاء الخارجي الذي يغلف لاصقة الجروح يتم تصنيعه من ورق مغلف وأحياناً من مادة بلاستيكية.
أما لاصقة الجروح تصنع من مادة بلاستيكية مثل ال Polyethylene polyurethane, latex strip.
أما خصائص المواد التي تصنع منها لاصقة الجروح
تكون المواد مصنعة ضد الماء أو لا.
تكون لها ثقوب صغيرة تسمح للهواء بالدخول.
يدخل أيضاً في تصنيعها مواد مختلفة مثل Acrylate وهي تحتوي على مواد مثل methacrylates and epoxy وهي تسمى مواد عازلة.
الجزء من اللاصقة الطبية الذي يوضع على الجرح مصنوع من القطن ويكون أحياناً رقيق جداً ومغلف بمادة معقمة، مطهرة أو جل، يعمل على حماية الجرح والمساعدة في شفائه.
قبل استخدام أي لاصقات جروح يجب معرفة المواد التي تدخل في تركيبها وتصنيعها لان بعض الناس قد يكون لديهم حساسية ضد أحد المواد الداخلة في التصنيع وذلك لحمايتهم.

## المتغيرات

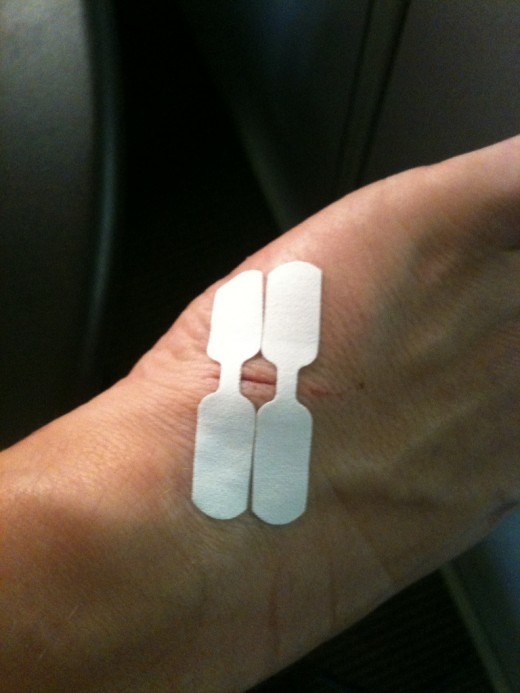
جرح مغلق بواسطة لاصقات الفراشة

اشكال لاصقات الجروح هناك أنواع وأشكال مختلفة للاصقات الجروح تستخدم حسب طبيعة العمل، الجرح مثل:-
لاصقات يستخدمها عمال المطاعم تكون مقاومة للماء وذات لاصق قوي جداً وتضغط على الجرح وتمنع نزفه سريعاً، وقد تحتوي بعضها على زوائد معدنية لضمان عدم وصول أي شيء للأطعمة وفي حال سقوطها في الأطعمة دون علم العامل فورا يتم رؤيتها بسبب المعدن الموجود بها فيتم ازالتها.

لاصقات تستخدم فوق الجروح وتحتوي على مواد دوائية تساعد على سرعة التأم الجرح وحمايته وهذه اللاصقات تشبه الرقع الجلدية.
لاصقات الفراشة وهي صغيرة جداً تشبه في عملها عمل الخيوط الجراحية وتعمل على ضم أطراف الجرح واغلاقها وكأنها غرزه أغلقت الجرح، يتم استخدامها للجروح الصغيرة، وهي موجودة في عدة الاسعافات الاولية.

## العلامات التجارية البارزة
- Band-Aid
- curad
- Elastoplast
- Nexcare